# Университет Хосэй
Университет Хосэй (яп. 法政大学 Хо:сэй дайгаку) — частный японский университет, возникший в 1920 году на базе Токийского общества юриспруденции. Штаб-квартира расположена в токийском специальном районе Тиёда, имеются три кампуса.
Первоначально имел в своём составе только три факультета — юридический, экономический и гуманитарный. По состоянию на 2008 год число факультетов достигает четырнадцати. Обучение проводится в магистратуре и аспирантуре, в очной и заочной формах.
При университете действуют Институт исследования социальных проблем, Институт юриспруденции и Центр культуры Окинавы.